# Connor O’Toole
Connor O’Toole (* 4. Juli 1997 in Sydney) ist ein australischer Fußballspieler. Der Linksverteidiger steht bei Sydney FC unter Vertrag und war Nachwuchsnationalspieler Australiens.

## Karriere

### Verein
Der Sohn einer japanischen Mutter und eines irischen Vaters und besuchte drei Jahre eine Schule in Tokio, bevor er in Australien in den Jugendmannschaften von Adelaide United unterkam. Nach einem Jahr unterschrieb er einen Vertrag bei Brisbane Roar und debütierte am 26. April 2017 im Profifußball, als er im Gruppenspiel in der asiatischen Champions League beim thailändischen Vertreter Muangthong United einen Kurzeinsatz hatte. In den folgenden Jahren kam O’Toole auch in der A-League, der australischen Profiliga, zum Einsatz. Ende Januar 2020 wechselte er zu den Newcastle United Jets, wo er für eineinhalb Jahres blieb.
Seit Mitte 2021 ist O’Toole bei Sydney FC unter Vertrag.

### Nationalmannschaft
Connor O’Toole erhielt im Oktober 2015 eine Einladung für die australische U20-Nationalmannschaft und war Teil der Auswahl, die erfolgreich die Qualifikation für die U19-Asienmeisterschaft 2016 bestand. Danach gehörte er zum Kader für die AFF U19-Juniorenmeisterschaft 2016. Diesen Wettbewerb gewannen die Australier, nachdem sie im Finale Thailand mit 5:1 schlugen. Kurze Zeit später wurde O’Toole für den Kader für die U19-Asienmeisterschaft 2016 nominiert.